# Утечка цианида в Бая-Маре
Утечка цианида в Бая-Маре произошла в ночь на 30 января 2000 года в румынском городе Бая-Маре. В результате утечки загрязнённая цианидом вода попала в реку Сомеш, затем в Тису и Дунай. Катастрофа привела к гибели большого числа рыбы в водном пространстве Венгрии и Югославии. Считается худшей экологической катастрофой в Европе после аварии на Чернобыльской АЭС.

## Предыстория
Золотодобывающая компания «S. C. Aurul» являлась совместным предприятием австралийской компании «Esmeralda Exploration» и румынского правительства. Компания заявила, что она имеет возможность очистить отходы, оставшиеся от золотодобывающих компаний, работавших ранее в той местности. С целью переработки и извлечения остатков золота посредством цианирования компания свозила отходы к дамбе близ Бозынта Маре.

## Прорыв дамбы
В ночь на 30 января 2000 года дамба была прорвана и 100 тысяч кубических метров воды, загрязнённой цианидом, оказались в реке Сомеш. Компания «Esmeralda Exploration» заявила, что причиной прорыва дамбы стал обильный снегопад.

## Эффект

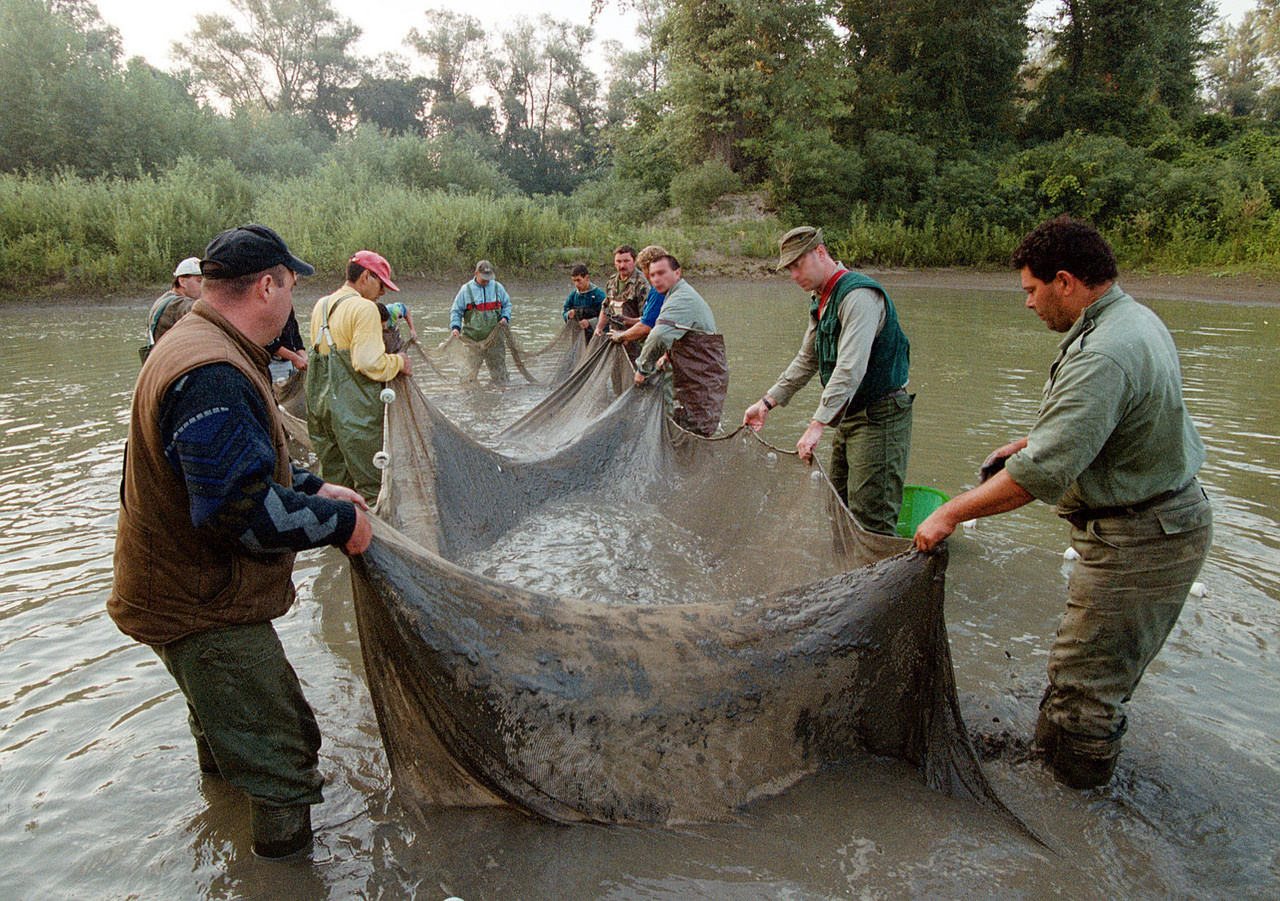
Волонтёры работают на Тисе

После разлива допустимый уровень цианида в реке Сомеш оказался превышен более чем в 800 раз. Сомеш впадает в реку Тиса, которая, в свою очередь, впадает в Дунай — вторую по протяжённости реку в Европе. В результате утечки оказалась загрязнена вода, которую потребляли около двух с половиной миллионов граждан Венгрии. Помимо цианида, в реке оказались тяжёлые металлы, которые оказали длительное негативное влияние на воду в реке.
В той части Тисы, где оказалась заражённая вода, погибло практически всё живое. Южнее, в сербской части Тисы, погибло 80 % водных существ. Всего из Тисы было извлечено около 650 тонн мёртвой рыбы.
В результате разлива пострадало около 62 видов рыбы, включая 20 видов, находящихся под защитой. В Венгрии было организовано извлечение мёртвой рыбы из реки добровольцами. Это делалось, чтобы мёртвую рыбу не ели животные, которые могли распространить заражение.
После того, как заражённая вода достигла Дуная, там отмечался уровень цианида в 20—50 раз превышающий допустимую норму.
В 2002 году, по словам венгерских рыбаков, рыбы в Тисе было в пять раз меньше чем до разлива.

## Последующие разливы
Через пять недель после утечки цианида произошёл разлив воды, в которой содержались тяжёлые металлы. В результате этого разлива в Тисе оказалось около 20 тысяч кубических метров воды, в которой содержались цинк, свинец и медь.

## Реакция
Бретт Монтгомери (Brett Montgomery), член правления компании «Esmeralda Exploration», заявил, что эффект от разлива «сильно преувеличен», а рыба, по его словам, умерла не из-за разлившегося цианида, а от недостатка кислорода вследствие замерзания реки. Позднее представитель компании заявил, что сообщения СМИ Венгрии и Сербии о негативных последствиях разлива были политически мотивированными.
Правительство Румынии назвало хранение цианида рядом с рекой «безумием» и заявило, что погода в период катастрофы не была аномальной.
В середине февраля 2000 года, когда загрязнённая вода достигла части Дуная, которая протекает по территории Румынии, правительство Румынии временно запретило ловлю рыбы в Дунае и использование воды из него для питья.
Ряд экологических организаций, среди которых были Гринпис и Friends of the Earth, заявили, что данная катастрофа является ещё одним свидетельством в пользу запрета опасных с точки зрения экологии методов добычи полезных ископаемых.
В парламент Румынии трижды вносился законопроект о запрете цианирования золота, но все три попытки оказались безуспешными.
Группа Rammstein посвятила катастрофе песню Donaukinder, вышедшей в альбоме Liebe ist für alle da в 2010 году.